# 6763 Kochiny
6763 Kochiny (1981 RA2) là một tiểu hành tinh vành đai chính được phát hiện ngày 7 tháng 9 năm 1981 bởi L. G. Karachkina ở Nauchnyj.